# Семенное (Советский район)
Семенно́е (до 1948 года Муша́й; укр. Сім'яне, крымскотат. Muşay, Мушай) — исчезнувшее село в Советском районе Республики Крым, располагавшееся в центре района, в степной части Крыма. Впоследствии территория села была поглощена посёлком Советский, сейчас — микрорайон на западной окраине этого райцентра.

## История
Первое документальное упоминание села встречается в Камеральном Описании Крыма… 1784 года, судя по которому, в последний период Крымского ханства Мушай входил в Кучук Карасовский кадылык Карасьбазарскаго каймаканства. После присоединения Крыма к России (8) 19 апреля 1783 года, (8) 19 февраля 1784 года, именным указом Екатерины II сенату, на территории бывшего Крымского Ханства была образована Таврическая область и деревня была приписана к Левкопольскому, а после ликвидации в 1787 году Левкопольского — к Феодосийскому уезду Таврической области. После Павловских реформ, с 1796 по 1802 год, входила в Акмечетский уезд Новороссийской губернии. По новому административному делению, после создания 8 (20) октября 1802 года Таврической губернии, Мушай был включён в состав Байрачской волости Феодосийского уезда.
По Ведомости о числе селении, названиях оных, в них дворов… состоящих в Феодосийском уезде от 14 октября 1805 года, в деревне Мишай числилось 13 дворов и 56 жителей, все — крымские татары. На военно-топографической карте генерал-майора Мухина 1817 года деревня Мушай обозначена с 23 дворами. После реформы волостного деления 1829 года Мушай, согласно «Ведомости о казённых волостях Таврической губернии 1829 года», отнесли к Учкуйской волости (переименованной из Байрачской). На карте 1836 года в деревне 11 дворов. Затем, видимо, вследствие эмиграции крымских татар в Турцию, деревня опустела, и на карте 1842 года Мушай обозначен условным знаком «малая деревня» (это означает, что в нём насчитывалось менее 5 дворов).
В 1860-х годах, после земской реформы Александра II, деревню приписали к Шейх-Монакской волости. Согласно «Памятной книжке Таврической губернии за 1867 год», деревня Мушай была покинута жителями в 1860—1864 годах, в результате эмиграции крымских татар, особенно массовой после Крымской войны 1853—1856 годов, в Турцию, и оставалась в развалинах. Согласно «Списку населённых мест Таврической губернии по сведениям 1864 года», составленному по результатам VIII ревизии 1864 года, Мушай — уже владельческая русская деревня с 3 дворами и 14 жителями при безыменном ручье. Как деревня с мечетью Мушай отображён на карте Шуберта 1865 года, а на карте с корректурой 1876 года на его месте изображён уже безымянный хутор. По «Памятной книге Таврической губернии 1889 года», включившей результаты Х ревизии 1887 года, вместе в двух деревнях Мушай и Тохтаба числилось 57 дворов и 316 жителей. По «…Памятной книжке Таврической губернии на 1892 год» в безземельной деревне Мушай, не входившей ни в одно сельское общество, было 68 жителей, за которыми домохозяйств не числилось.
После земской реформы 1890-х годов деревню приписали к Андреевской волости. По «…Памятной книжке Таврической губернии на 1900 год», в Семенское сельское общество входил хутор Мушай татарский с 33 жителями в 6 дворах. По Статистическому справочнику Таврической губернии. Ч.II-я. Статистический очерк, выпуск пятый Феодосийский уезд, 1915 год, в селе Мушай (вакуф) Андреевской волости Феодосийского уезда числилось 16 дворов (все дворы безземельные) с татарским населением в количестве 82 человек приписных жителей и 9 — «посторонних», из которых 49 мужчин и 42 женщины. Жители землёй не владели, в хозяйствах имелось 22 лошади, 4 вола, 13 коров и 10 голов мелкого скота.
После установления в Крыму Советской власти, по постановлению Крымревкома № 206 «Об изменении административных границ» от 8 января 1921 года была упразднена волостная система и село вошло в состав Ичкинского района Феодосийского уезда, а в 1922 году уезды получили название округов. 11 октября 1923 года, согласно постановлению ВЦИК, в административное деление Крымской АССР были внесены изменения, в результате которых округа были отменены, Ичкинский район упразднили, включив в состав Феодосийского в состав которого включили и село. Согласно Списку населённых пунктов Крымской АССР по Всесоюзной переписи 17 декабря 1926 года, в селе Мушай (татарский), Ичкинского сельсовета Феодосийского района, числилось 22 двора, из них 21 крестьянский, население составляло 97 человек, из них 77 татар, 17 русских, 4 украинца, 1 болгарин. 1Постановлением ВЦИК «О реорганизации сети районов Крымской АССР» от 30 октября 1930 года Феодосийский район был упразднён и был создан Сейтлерский район (по другим сведениям 15 сентября 1931 года) и село включили в состав Сейтлерского, а с образованием в 1935 году Ичкинского — в состав нового района. По данным всесоюзной переписи населения 1939 года в селе жителей уже не числилось.
В 1944 году, после освобождения Крыма от фашистов, 12 августа 1944 года было принято постановление № ГОКО-6372с «О переселении колхозников в районы Крыма» и в сентябре 1944 года в район приехали первые новоселы (180 семей) из Тамбовской области, а в начале 1950-х годов последовала вторая волна переселенцев из различных областей Украины. С 25 июня 1946 года Мушай в составе Крымской области РСФСР. Указом Президиума Верховного Совета РСФСР от 18 мая 1948 года Мушай переименовали в Семенное. 26 апреля 1954 года Крымская область была передана из состава РСФСР в состав УССР. Населённый пункт ликвидирован до 1960 года, поскольку в «Справочнике административно-территориального деления Крымской области на 15 июня 1960 года» селение уже не значилось (согласно справочнику «Крымская область. Административно-территориальное деление на 1 января 1968 года» — в период с 1954 по 1968 год, как посёлок Советского поссовета).

### Динамика численности населения
| - 1805 год — 56 чел. - 1864 год — 14 чел. - 1889 год — 316 чел. - 1892 год — 68 чел. | - 1900 год — 33 чел. - 1915 год — 82/9 чел. - 1926 год — 97 чел. - 1939 год — 0 чел. |